# Ecu de Calonne
Der Ecu de Calonne ist eine Silbermünze, die der Schweizer Medailleur Jean-Pierre Droz im Jahr 1786 als Vorschlag für die französische Münzprägeanstalt entwarf. Die Arbeit wurde bekannt, weil sie als erste Münze der Welt eine Randprägung erhalten hatte. Dazu hatte Droz den Münzrohling nicht nur, wie bis dahin üblich, zwischen zwei Stempeln geprägt, sondern zusätzlich den Rohling in eine Randform einspannte (Ringprägung). Dadurch wurden alle Münzen gleich hoch und hatten denselben Durchmesser. Die Randprägung erhöhte die Fälschungssicherheit, weil durch sie das Abfeilen von Material am gequetschten Münzrand sofort bemerkt werden konnte.
Droz bot die neue Prägetechnik, die er auf einer eigenen Konstruktion prägte, der französischen königlichen Münze an, die aber die Neuerungen ablehnte. Stattdessen wurde Droz' Technik von Matthew Boulton für seine Soho Mint übernommen.
Die Münze zeigt auf der Vorderseite eine Büste Ludwigs des Sechzehnten, umgeben von dem Schriftzug „LUD XVI D G FR ET NAV REX“; die Rückseite zeigt drei Lilien, die von dem gekrönten, floral verzierten Monogramm Ludwigs eingeschlossen werden; das Ganze wird von dem Schriftzug „1786 SIT NOMEN DOMINI BENEDICTUR“ umzogen. Die Münze hat einen Durchmesser von 41 mm.